# アルバロ・アルベロア
アルバロ・アルベロア・コカ（Álvaro Arbeloa Coca, 1983年1月17日 - ）は、スペイン・カスティーリャ・イ・レオン州サラマンカ出身の元サッカー選手、現サッカー指導者。現役時代のポジションはディフェンダー。元スペイン代表。現在は、レアル・マドリード・カスティージャ監督。
レアル・マドリードの下部組織出身であり、2004-05シーズンにトップチームデビューしたが、レアル・マドリード・カスティージャでのプレー時間のほうが長かった。2006年夏にデポルティーボ・ラ・コルーニャに移籍し、2007年冬にプレミアリーグのリヴァプールFCに移籍した。イングランドでサッカー選手としての地位を固め、2006-07シーズンのUEFAチャンピオンズリーグ決勝にも出場した。2009年夏にレアル・マドリードに復帰した。
2008年にスペイン代表デビューし、UEFA EURO 2008で優勝している。FIFAコンフェデレーションズカップ2009、2010 FIFAワールドカップにも出場し、後者ではスペインの初優勝に貢献した。
2009年夏に幼少時からの幼馴染と結婚し、2010年4月26日に第一子である女児が生まれた。

## クラブ経歴

### レアル・マドリード
レアル・サラゴサの下部組織に所属していたが、17歳の時にレアル・マドリードの下部組織に移り、リザーブチームであるレアル・マドリード・カスティージャではキャプテンを務めた。トップチームでの出場は2試合にとどまった。

### デポルティーボ・ラ・コルーニャ
2006年7月24日、デポルティーボ・ラ・コルーニャに移籍した。デポルティーボではレギュラーとしてプレーしていたが、在籍はわずか半年間に終わった。

### リヴァプールFC

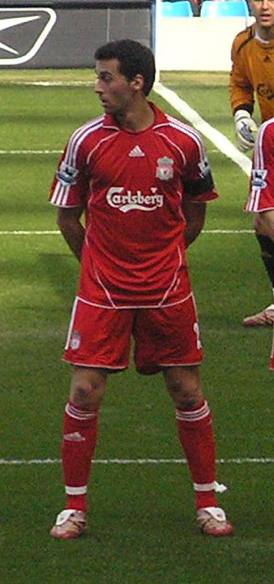
リヴァプールFC時代のアルベロア（2007年）

2007年1月31日、イングランド・プレミアリーグのリヴァプールFCに移籍し、約400万ユーロの移籍金がデポルティーボとレアル・マドリードに半分ずつ支払われた。
2月10日のニューカッスル・ユナイテッドFC戦でMFジャーメイン・ペナントとの途中交代でデビューした。UEFAチャンピオンズリーグのFCバルセロナ戦（アウェー）で初めてフル出場し、中央に切り込むことが得意なFWリオネル・メッシを止める役割を任せられて左サイドバックとして試合終了までプレーした。アルベロアはラファエル・ベニテスの期待に応えてメッシに良いプレーをさせず、前年度優勝チーム相手に2-1の勝利を収めた。
移籍後初得点を挙げたのは4月7日のレディングFC戦であった。UEFAチャンピオンズリーグでは決勝に進出し、ACミラン戦に途中出場したが、1-2で敗れて準優勝に終わった。
2007年夏には背番号が2から17に変更された。
2007-08シーズンは好調なチームに合わせてアルベロアも調子を維持し、トップチームでの立ち位置を固めた。2009年5月18日のウェストブロムウィッチ・アルビオンFC戦では軽率なディフェンスをしたことでチームメイトのDFジェイミー・キャラガーと口論になり、副キャプテンであるキャラガーは「僕らは無失点を継続したい。レイナにゴールデン・グローブ賞を獲ってほしいんだ」と説明したが、ベニテス監督は事件に対するコメントを拒否した。
リヴァプールFCでは2シーズンでリーグ戦66試合に出場した。

### レアル・マドリード復帰
2009年7月29日、古巣レアル・マドリードと5年契約を交わし、リヴァプールFCには移籍金500万ポンドが支払われた。DFミチェル・サルガドやDFミゲル・トーレスがいなくなったため背番号2を譲り受け、右サイドバックにはセルヒオ・ラモスがいるために主に左サイドバックを務めた。2010年2月13日のアウェーでのシェレスCD戦で移籍後初得点を挙げた。3月28日のアトレティコ・マドリードとのマドリードダービーでは右足でGKダビド・デ・ヘアから得点を奪い、3-2での勝利に貢献した。

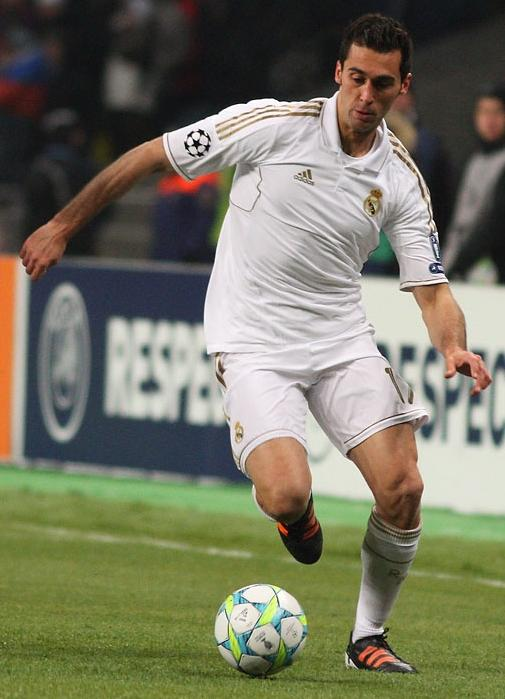
レアル・マドリードでのアルベロア（2012年）

2010-11シーズンは左サイドバックにマルセロが重宝されたが、そのユーティリティー性から両サイドバックの控え選手として多くの試合に出場した。リーガで初のタイトルとなったコパ・デル・レイの決勝でも右サイドバックで先発フル出場した。2011-2012シーズンでもその堅実なプレースタイルから監督のジョゼ・モウリーニョから信頼を得ており、ラモスがセンターバックで起用される事が多くなると、本来の右サイドバックで起用されている。
しかし2013-14シーズンは、復帰したダニ・カルバハルが右サイドバックに定着したため、出場機会を減らしたが、チームはコパデルレイ優勝、UEFAチャンピオンズリーグ2013-14でも優勝を果たし、デシマ(10回目のCL優勝)を経験した。
2015-16シーズンはシーズンを通して出場機会を得られずにシーズン終盤を迎え、クラブからは契約満了という形で退団が発表された。現地時間5月8日のバレンシア戦で退団セレモニーが行われ、クラブから惜しまれて、本拠地サンティアゴ・ベルナベウに別れを告げた。その後クラブはウン・デシマ(11回目のCL優勝)を成し遂げた。

### ウェストハム・ユナイテッド
2016年8月31日、イングランド・プレミアリーグのウェストハム・ユナイテッドFCへフリーで加入。契約期間は1年間。リヴァプール以来、約7年ぶりのプレミアリーグ復帰であったが、加齢や負傷の影響もあってわずか3試合の出場に留まり、クラブから契約延長のオファーもなくシーズン終了後に契約満了により退団。
シーズン終了後の2017年6月23日、モチベーションの低下を理由に現役引退を発表した。

## 代表経歴
2006年にはアラゴン州の選抜チームに選出された。2010年10月にはアラゴン州のスポーツ功労賞を受賞している。
2008年2月1日、ルイス・アラゴネス監督によってフランスとの親善試合のためのスペイン代表に初招集されたが、負傷により出場を逃した。3月26日、イタリア戦でスペイン代表デビューを飾った。UEFA EURO 2008本大会に招集され、グループリーグ初戦のギリシャ戦に出場した。FIFAコンフェデレーションズカップ2009にも招集され、準決勝進出を助けた。2010 FIFAワールドカップにも招集され、グループリーグのホンジュラス戦で77分にセルヒオ・ラモスに代わって途中出場した1試合のみの出場にとどまったものの、スペインの初優勝に控え選手として貢献した。
EURO 2012においては、カルレス・プジョルの負傷により右サイドバックのレギュラーとなり、スペインの優勝に貢献した。
2014年5月、2014 FIFAワールドカップメンバーから選外になり、代表引退を表明した。

## 現役引退後
引退時に古巣レアル・マドリードに携わっていきたい旨を表明しており、その後、レアル・マドリードTV（オフィシャルクラブTV）のコメンテーターに就任した。
2019年、指導者に転身してレアル・マドリードのインファンティル（U-14）の監督に就任。2022年、フベニールA（U-19）監督に就任。
2025年5月27日、上位カテゴリーのレアル・マドリード・カスティージャの監督を務めていたラウル・ゴンサレスの退任に伴い、2025-2026シーズンからカスティージャ監督に昇格することが発表された。

## 個人成績
2017年6月24日時点
| クラブ                       | シーズン | ラ・リーガ     | ラ・リーガ     | コパ・デル・レイ | コパ・デル・レイ | スーペルコパ・デ・エスパーニャ | スーペルコパ・デ・エスパーニャ | 欧州カップ | 欧州カップ | 通算 | 通算 |
| クラブ                       | シーズン | 出場           | 得点           | 出場             | 得点             | 出場                           | 得点                           | 出場       | 得点       | 出場 | 得点 |
| ---------------------------- | -------- | -------------- | -------------- | ---------------- | ---------------- | ------------------------------ | ------------------------------ | ---------- | ---------- | ---- | ---- |
| カスティージャ               | 2003-04  | 22             | 0              | -                | -                | -                              | -                              | -          | -          | 22   | 0    |
| カスティージャ               | 2004-05  | 28             | 0              | -                | -                | -                              | -                              | -          | -          | 28   | 0    |
| R・マドリード                | 2004-05  | 2              | 0              | -                | -                | -                              | -                              | -          | -          | 2    | 0    |
| カスティージャ               | 2005-06  | 34             | 0              | -                | -                | -                              | -                              | -          | -          | 34   | 0    |
| カスティージャ               | 通算     | 84             | -              | -                | -                | -                              | -                              | -          | -          | 84   | 0    |
| デポルティーボ               | 2006-07  | 20             | 0              | -                | -                | -                              | -                              | -          | -          | 20   | 0    |
| デポルティーボ               | 通算     | 20             | 0              | 0                | 0                | 0                              | 0                              | 0          | 0          | 20   | 0    |
|                              | シーズン | プレミアリーグ | プレミアリーグ | FAカップ         | FAカップ         | フットボールリーグカップ       | フットボールリーグカップ       | 欧州カップ | 欧州カップ | 通算 | 通算 |
| 出場                         | シーズン | 得点           | 出場           | 得点             | 出場             | 得点                           | 出場                           | 得点       | 出場       | 得点 |      |
| リヴァプールFC               | 2006-07  | 9              | 1              | 0                | 0                | 0                              | 0                              | 5          | 0          | 14   | 1    |
| リヴァプールFC               | 2007-08  | 28             | 0              | 1                | 0                | 3                              | 0                              | 9          | 0          | 41   | 0    |
| リヴァプールFC               | 2008-09  | 29             | 1              | 2                | 0                | 0                              | 0                              | 12         | 0          | 43   | 1    |
| リヴァプールFC               | 通算     | 66             | 2              | 3                | 0                | 3                              | 0                              | 26         | 0          | 98   | 2    |
|                              | シーズン | ラ・リーガ     | ラ・リーガ     | コパ・デル・レイ | コパ・デル・レイ | スーペルコパ・デ・エスパーニャ | スーペルコパ・デ・エスパーニャ | 欧州カップ | 欧州カップ | 通算 | 通算 |
| 出場                         | シーズン | 得点           | 出場           | 得点             | 出場             | 得点                           | 出場                           | 得点       | 出場       | 得点 |      |
| R・マドリード                | 2009-10  | 30             | 2              | 2                | 0                | 0                              | 0                              | 6          | 0          | 38   | 2    |
| R・マドリード                | 2010-11  | 26             | 0              | 8                | 0                | 0                              | 0                              | 9          | 1          | 43   | 1    |
| R・マドリード                | 2011-12  | 26             | 0              | 3                | 0                | 0                              | 0                              | 9          | 0          | 38   | 0    |
| R・マドリード                | 2012-13  | 25             | 0              | 6                | 0                | 2                              | 0                              | 7          | 0          | 40   | 0    |
| R・マドリード                | 2013-14  | 18             | 0              | 8                | 0                | -                              | -                              | 4          | 1          | 30   | 1    |
| R・マドリード                | 2014-15  | 22             | 1              | 3                | 0                | 0                              | 0                              | 10         | 1          | 35   | 2    |
| R・マドリード                | 2015-16  | 6              | 0              | 1                | 0                | —                              | —                              | 2          | 0          | 9    | 0    |
| 通算                         | 通算     | 153            | 3              | 31               | 0                | 2                              | 0                              | 47         | 3          | 233  | 6    |
|                              | シーズン | プレミアリーグ | プレミアリーグ | FAカップ         | FAカップ         | フットボールリーグカップ       | フットボールリーグカップ       | 欧州カップ | 欧州カップ | 通算 | 通算 |
| 出場                         | シーズン | 得点           | 出場           | 得点             | 出場             | 得点                           | 出場                           | 得点       | 出場       | 得点 |      |
| ウェストハム・ユナイテッドFC | 2016-17  | 3              | 0              | 0                | 0                | 1                              | 0                              | 0          | 0          | 4    | 0    |
| 通算                         | 通算     | 3              | 0              | 0                | 0                | 1                              | 0                              | 0          | 0          | 4    | 0    |
| 通算                         | 通算     | 328            | 5              | 36               | 0                | 6                              | 0                              | 73         | 3          | 443  | 8    |

## 代表歴

### 出場大会
- スペイン代表
  - 2010 FIFAワールドカップ

### 試合数
- 国際Aマッチ 56試合 0得点（2008年-2013年）[13]

| スペイン代表 | 国際Aマッチ | 国際Aマッチ |
| 年           | 出場        | 得点        |
| ------------ | ----------- | ----------- |
| 2008         | 4           | 0           |
| 2009         | 8           | 0           |
| 2010         | 8           | 0           |
| 2011         | 12          | 0           |
| 2012         | 13          | 0           |
| 2013         | 11          | 0           |
| 通算         | 56          | 0           |

## タイトル

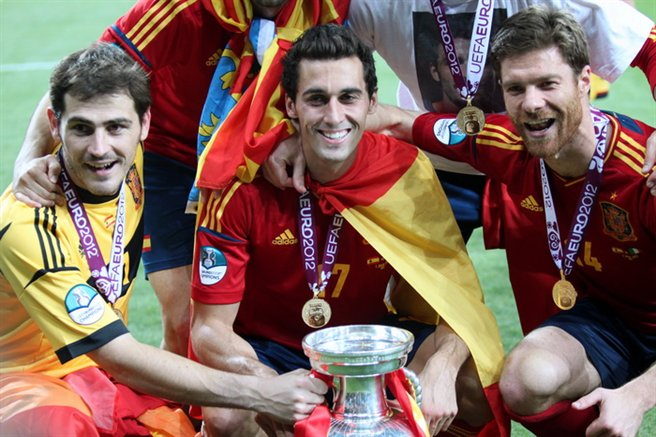
カシージャス（左）、シャビ・アロンソ（右）とEURO 2012優勝を祝うアルベロア

### クラブ
レアル・マドリード
- プリメーラ・ディビシオン 2011-12
- コパ・デル・レイ 2010-11, 2013-14
- スーペルコパ・デ・エスパーニャ 2012
- UEFAチャンピオンズリーグ 2013-14, 2015-16
- UEFAスーパーカップ 2014

### 代表
スペイン代表
- UEFA欧州選手権 : 2008, 2012
- FIFAワールドカップ : 2010